# アイマス (スコットランド)
アイマス (英語: Eyemouth、スコットランド語: Heymooth) はスコットランド、スコティッシュ・ボーダーズのベリックシャイアにある町でありシヴィル・パリッシュ。南北に延びるA1自動車道の幹線から2マイル (3.2 km)東に、ベリック・アポン・ツイードの丁度8マイル (13 km)北にある。人口はおよそ3420人(2004年)。
町名はアイ・ウォーターの河口に位置することから名付けられた。ベリックシャイアの海岸線は砂の入江がある深く澄んだ水源の上にある高い崖と風光明美な港から成り立っている。漁港でもあるアイマスでは毎年ヘリング・クイーン・フェスティバルが催されている。町の重要な建築物にガンズグリーン・ハウスと死体盗掘犯を監視するために建てられた墓地の監視所がある。伝統的な漁村の特徴が、狭い通りと海からの防護壁となり古くからの伝統を取り入れるのに適したヴェネルに残っている。
アイマスはエイトンやレストン、セントエイブス、コールディンガム、バーンマスからはそう遠くない。海岸はバードウォッチングやウォーキング、釣りやドライブの機会を与えている。数件のホテル、B&Bやホリデーパークといった宿泊施設がある。この地域の地層はジェームズ・ハットンが地球の表面が長年劇的に変化してきたということを発表するに至らせた褶曲の証拠を示している。

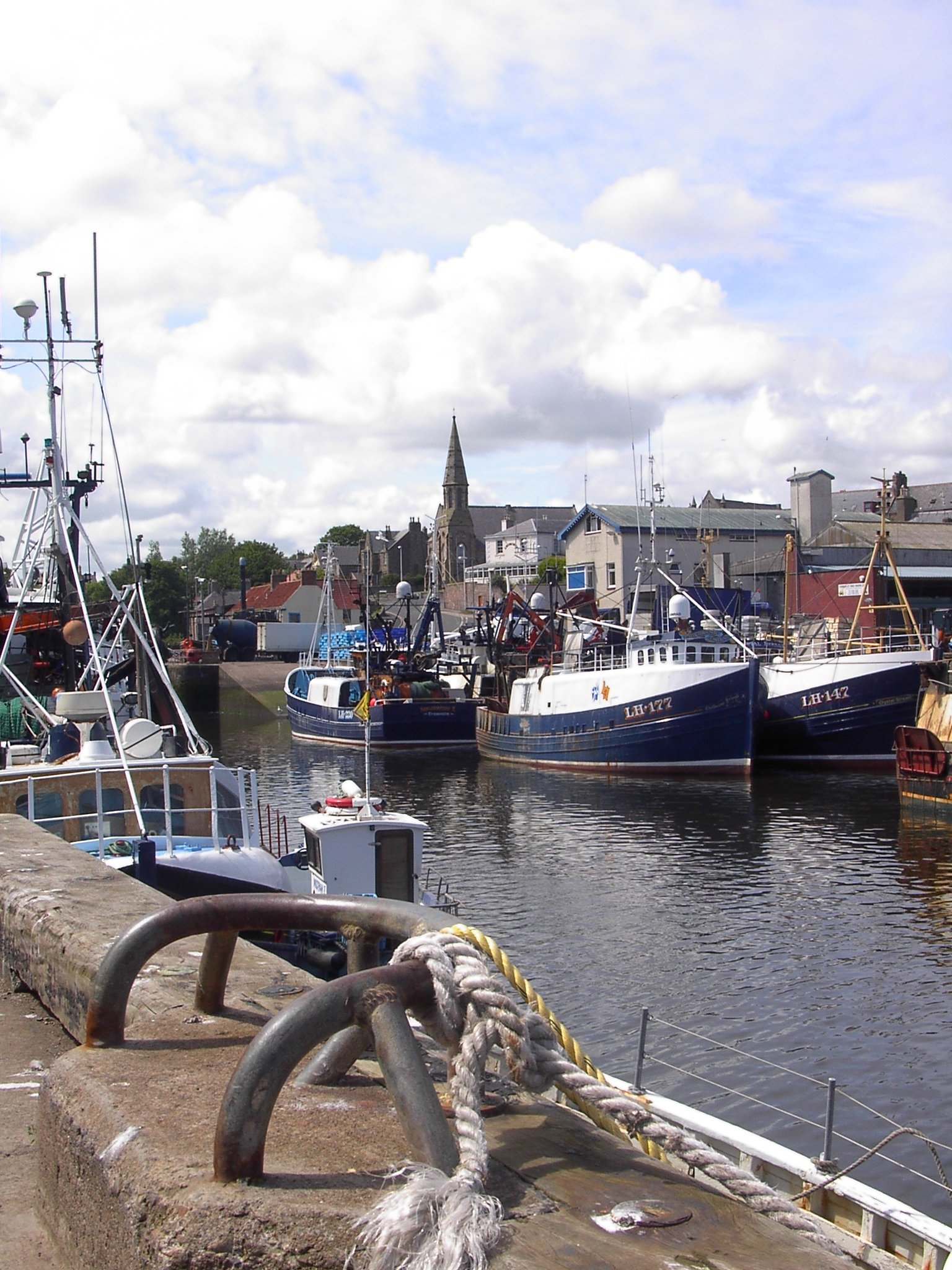
Eyemouth Harbour

## External links
- Eyemouth Town Community Council
- grid reference NT943639
- Eyemouth Chamber of Trade
- St Abbs and Eyemouth Voluntary Marine Reserve
- The Great Disaster and the Eyemouth Tapestry
- Historic photographs of Eyemouth showing life and work in past ages.
- “Plan of Eyemouth fortified 1557, British Library”. 2020年7月22日閲覧。